# Hristijan Mickoski
Hristijan Mickoski (tiếng Macedonia: Христијан Мицкоски) là một chính trị gia Bắc Macedonia và lãnh đạo đảng VMRO-DPMNE kể từ tháng 12 năm 2017.
Mickoski sinh ngày 29 tháng 9 năm 1977 tại Skopje, sau đó tại CHXHCN Liên bang Nam Tư. Ông là chủ tịch của ELEM, công ty sản xuất điện thuộc sở hữu nhà nước. Ông trở thành Tiến sĩ và phó giáo sư tại Khoa Kỹ thuật Cơ khí tại Đại học Ss. Cyril và Methodius của Skopje.